# Миньково (Вологодская область)
Миньково — село в Бабушкинском муниципальном районе Вологодской области (Россия). Административный центр Миньковского сельского поселения и Миньковского сельсовета.
Расположено в 270 км от Вологды и в 20 км от районного центра — села имени Бабушкина на реке Сямжа.
Согласно книге «Родословие Вологодской деревни», впервые деревня упоминается в письменных источниках в 1619 г. как деревня Миньково Вотченской волости Тотемского уезда. Населена была чёрносошными крестьянами.
Упоминается по состоянию на 1850 г., под названием Минково, в «Военно-статистическом обозрении Российской Империи».
Упоминается по состоянию на 1859 г. в списке населённых пунктов Вологодской губернии под номером 9803 как Миньково. Приводимые там сведения:

9803. Миньково, деревня казённая, расположена при безымянномъ ручьѣ, въ 57 верстахъ отъ уѣзднаго города; содержитъ 18 дворовъ, населеніе составляютъ 56 мужчинъ и 68 женщинъ; въ деревнѣ имѣется училище, волостное правленіе и сельское управленіе.
В 1906 г, согласно «Списку лиц ... , имеющих право участвовать в Предварительном Съезде по выборам в Государственную Думу по Тотемскому уезду», в Минькове были:
- Мельница (владелец — Максим Васильевич Потылицин)[5]:15
- Мельница (владелец — Михаил Александрович Широков)[5]:16
- Кузница (владелец — Иван Павлович Юшков)[5]:16
- Частная лавка (владелец — Алексей Александрович Щиплецов)[5]:16
- Лавка Миньковского сельского общества (Дмитрий Афанасьевич Голубцов)[5]:15
- Лавка и 2 амбара Миньковского сельского общества (Павел Лазаревич Пятовский)[5]:15
- Дегтекуренный завод Миньсковского сельского общества (Василий Семёнович Малафеевский)[5]:15

Население по данным переписи 2002 года — 998 человек (478 мужчин, 520 женщин). Всё население — русские.
Население в 2009 году — 1006 человек.
Основная деятельность населения: лесозаготовка, сфера обслуживания, натуральное хозяйство, сбор ягод и грибов. Среди жителей сохраняются многие промысловые традиции: пивоварение, валяние валенков, плетение корзин, резьба по дереву, ткачество, маслоделие и другие.
На территории села имеется Миньковская средняя общеобразовательная школа (около 100 учеников), церковь, клуб, медпункт.
В Миньково расположены памятники архитектуры храмовый комплекс (церковь Воскресения, церковь Иоанна Предтечи), амбар-мангазея.